# Lophocampa dinora
Lophocampa dinora är en fjärilsart som beskrevs av William Schaus 1924. Lophocampa dinora ingår i släktet Lophocampa och familjen björnspinnare. Inga underarter finns listade i Catalogue of Life.